# Gnomidolon nigritum
Gnomidolon nigritum är en skalbaggsart som beskrevs av Martins 1967. Gnomidolon nigritum ingår i släktet Gnomidolon och familjen långhorningar. Inga underarter finns listade i Catalogue of Life.